# Retrocitomyia urumajoensis
Retrocitomyia urumajoensis är en tvåvingeart som beskrevs av Guilherme A.M.Lopes 1985. Retrocitomyia urumajoensis ingår i släktet Retrocitomyia och familjen köttflugor. Inga underarter finns listade i Catalogue of Life.